# Parilyrgis brunneata
Parilyrgis brunneata är en fjärilsart som beskrevs av Bethune-Baker 1908. Parilyrgis brunneata ingår i släktet Parilyrgis och familjen nattflyn. Inga underarter finns listade i Catalogue of Life.